# Jacopo Napoli

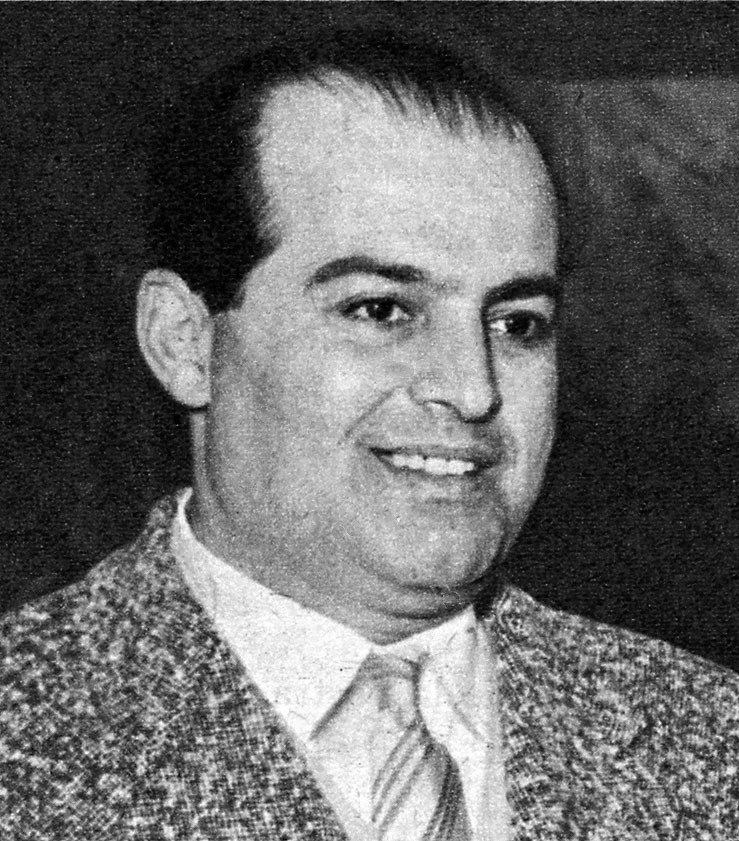
Jacopo Napoli 1961

Jacopo Napoli (* 26. August 1911 in Neapel; † 19. Oktober 1994 in Ascea) war ein italienischer Komponist und Musikpädagoge.

## Leben und Werk
Jacopo Napoli wurde in eine Familie mit langer Musiktradition hineingeboren. Sein Vater war der Komponist und Musikpädagoge Gennaro Napoli. Bei ihm studierte er am Konservatorium von Neapel Komposition und erwarb sich gleichzeitig Diplome in den Fächern Klavier und Orgel.
Jacopo Napoli wirkte als Lehrer am Conservatorio Giovanni Pierluigi da Palestrina in Cagliari. Von 1955 bis 1962 leitete er das Konservatorium von Neapel. Von 1962 ab leitete er das Konservatorium Giuseppe Verdi in Mailand. 1972 wurde unter seiner Leitung eine Musikschule für Pianisten, Geiger und Bläser in Cremona gegründet.
Jacopo Napoli schrieb als Komponist Orchesterwerke, Opern, Kammermusik, Chor- und Lehrwerke. Er bearbeitete auch zahlreiche Werke aus der neapolitanischen Opernschule des 18. Jahrhunderts. Als Musikpädagoge schrieb er das Werk Educazione musicale, per la scuola media (Mailand 1966).
Sein Bruder war der Archäologe Mario Napoli. Einer seiner Schüler war der Philosoph und Musikwissenschaftler Paolo de Lalla.

## Werke von Jacopo Napoli (Auswahl)
- Preludio (Orchesterwerk).
- Il malato immaginario (Oper, Neapel 1939).
- Miseria e nobilità (Oper, Neapel 1946).
- Canzone e Ballata für Viola und Orchester (1949).
- Un curiose accidente (Oper, Bergamo 1950).
- La passione di Christo (Oratorium für Chor und Orchester, 1951)
- Masaniello (Oper, Mailand 1953).
- I pescatori (Oper, Neapel 1954).
- Il tesoro (Oper, Rom 1958).
- Il rosario (Oper, Brescia 1962).
- Piccola cantata per il Venerdì Santo (Kantate für gemischten Chor und Orchester, 1962).
- Il povero diavolo (Oper, Triest 1963).
- Grida di venditori napoletani (1700–1800) (Kantate für Chor und Klavier, 1968).
- Munasterio (Kantate für Männerchor und Orchester, 1969).
- Lauda della Trinità (Kantate für Sopran, Mezzosopran und Orchester, 1969).
- Il barone Avaro (Kurzope nach Puschkin, Neapel 1970).